# Georg Leibbrandt
Georg Leibbrandt (Tsebrykove, 6 settembre 1899 – Bonn, 16 giugno 1982) è stato un diplomatico tedesco e burocrate del governo nazista.
Ha occupato posizioni di spicco presso l'Ufficio per la politica estera del Partito nazista (APA) e il Ministero del Reich per i Territori occupati dell'Est, come esperto di questioni relative alla Russia. Entrambe le agenzie erano dirette dall'ideologo nazista Alfred Rosenberg. Leibbrandt ha partecipato alla Conferenza di Wannsee. Nel dopoguerra furono avviati diversi procedimenti penali nei suoi confronti, in seguito archiviati.

## Biografia

### Primi anni
Nacque da genitori di etnia tedesca a Hoffnungstal, vicino a Odessa, nel Governatorato di Cherson dell'Impero russo. In tenera età emigrò in Germania per i suoi studi. Nel 1918, studiò teologia in Germania prendendo anche lezioni di filologia e storia, nel 1927 conseguì il dottorato di ricerca. 
Ha viaggiato molto, attraversando l'Unione Sovietica tra il 1926 ed il 1929. Durante le sue visite, è stato variamente rappresentato: dottore in filosofia, studente post laurea, professore di storia dell'Università di Lipsia, e anche impiegato dell'Istituto per lo studio del tedesco all'estero (Deutsches Ausland Institut) di Stoccarda. Gli scopi ufficiali delle sue visite erano lo studio della storia dello sviluppo delle colonie tedesche nella regione costiera del Mar Nero e la raccolta di informazioni storiche relative: come risultato del suo lavoro, in Germania è stato pubblicato un libro sul movimento degli emigranti tedeschi.
Leibbrandt aveva un talento per le lingue, il quale, grazie ad una borsa di studio della Fondazione Rockefeller, gli permise di riprendere i suoi studi a Parigi e negli Stati Uniti dal 1931 al 1933; negli Stati Uniti ha mantenuto attivamente i contatti con i tedeschi che erano anche emigrati in America dalla Russia.

### Carriera nel Partito Nazista
Leibbrandt accettò, nel 1933, una richiesta di Alfred Rosenberg per tornare in Germania, e in quell'anno si unì al partito nazista. È stato quindi nominato direttore della Divisione orientale dell'Ufficio per la politica estera del NSDAP. Leibbrandt è stato anche messo a capo della propaganda antisovietica e anticomunista. Quando l'Unione Sovietica fu invasa nel 1941 e fu istituito il Ministero per i Territori Occupati Orientali, Rosenberg scelse Leibbrandt per dirigere il Dipartimento Politico. Grazie a Rosenberg, Leibbrandt divenne il collegamento tra ucraini, caucasici, russi e gli altri gruppi di emigrati.
Leibbrandt e Alfred Meyer parteciparono alla Conferenza di Wannsee nel 1942; entrambi rappresentavano l'Ostministerium. Nell'estate del 1943, per ragioni sconosciute, cessò le sue funzioni nel Ministero e si arruolò nella Kriegsmarine, la marina militare tedesca.

## Il dopoguerra
Leibbrandt fu internato dagli Alleati dal 1945 al maggio 1949. Nel gennaio 1950, fu formalmente accusato di coinvolgimento nello sterminio degli ebrei, dal Landgericht di Norimberga. Le accuse contro di lui furono archiviate il 10 agosto 1950 e fu rilasciato dalla custodia.
Tornò poi negli Stati Uniti e riprese i suoi primi studi sul tema dei tedeschi russi, dando importanti contributi all'Associazione degli emigrati tedeschi dalla Russia (Landsmannschaft der Deutschen aus Russland) fino alla sua morte avvenuta a Bonn il 16 giugno 1982.
Nel 1979, a Leibbrandt fu vietato l'ingresso negli Stati Uniti, dal Dipartimento di Giustizia e dal Dipartimento di Stato degli Stati Uniti, per la sua partecipazione all'assassinio di centinaia di migliaia di ebrei, nella sua posizione di capo della divisione politica del Ministero del Reich per i territori orientali occupati dal 1941 al 1943. Il suo visto per gli Stati Uniti è stato revocato e il suo nome è stato inserito nelle liste di controllo del Servizio immigrazione degli Stati Uniti e del Dipartimento di Stato, e quindi non ha potuto entrare negli Stati Uniti.

## Rappresentazioni
Nel film per la televisione del 1984 Die Wannseekonferenz, Leibbrandt è stato interpretato da Jochen Busse. Nel film della HBO del 2001 Conspiracy - Soluzione finale, Leibbrandt è stato interpretato da Ewan Stewart.